# グスト

グスト(GUSTO)は台湾に本社を置くアタッキ(ATTAQUE)の自転車ブランドである

2006年創業。当初は携帯電話やパソコンなどの部品製造にかかわっていたが、やがてカーボンロードバイクのOEM生産を手がけるようになり、2011年より自社ブランド「GUSTO」の展開を開始。
メーカーの特徴としては、ハイエンドのフレームを装備によって価格差をつけるスタイルであり、全ての車両が「フレームだけは」ハイエンドモデルである。
したがって、コンポーネントやホイールを変更する事で容易に上位モデルと同等の車体へとアップデートが可能であると言える稀有なメーカーである。